# Premiul Globul de Aur pentru cel mai bun miniserial sau film de televiziune
Premiile Globul de Aur pentru televiziune se acordă din anul 1956. În anii 1970 au fost acordate primele premii pentru filme create pentru televiziune, pentru ca în anii 1980 să apară categoria Cea mai bună miniserie sau film de televiziune.

## Câștigători

### Anii 1970
- 1971: The Snow Goose - Categoria Cel mai bun film pentru televiziune
- 1972: That Certain Summer - Categoria Cel mai bun film pentru televiziune

### Anii 1980
- 1980: The Shadow Box
- 1981: Bill, East of Eden
- 1982: Brideshead Revisited
- 1983: The Thorn Birds
- 1984: Something About Amelia
- 1985: The Jewel in the Crown
- 1986: Promise
- 1987: Escape from Sobibor, Poor Little Rich Girl: The Barbara Hutton Story
- 1988: War and Remembrance
- 1989: Lonesome Dove

### Anii 1990
- 1990: Decoration Day
- 1991: One Against the Wind
- 1992: Sinatra
- 1993: Barbarians at the Gate
- 1994: The Burning Season
- 1995: Indictment: The McMartin Trial
- 1996: Rasputin: Dark Servant of Destiny
- 1997: George Wallace
- 1998: From the Earth to the Moon
- 1999: RKO 281

### Anii 2000
- 2000: Dirty Pictures
- 2001: Camarazi de război
- 2002: The Gathering Storm
- 2003: Angels in America
- 2004: The Life and Death of Peter Sellers
- 2005: Empire Falls
- 2006: Elizabeth I
- 2007: Longford
- 2008: John Adams
- 2009: Grey Gardens

### Anii 2010
- 2010: Carlos
- 2011: Downtown Abbey
- 2012: Game Change
- 2013: Behind the Candelabra
- 2014: Fargo
- 2015: Wolf Hall
- 2016: The People v. O. J. Simpson: American Crime Story
- 2017: Big Little Lies
- 2018: The Assassination of Gianni Versace: American Crime Story
- 2019: Cernobîl

### Anii 2020
- 2020: The Queen's Gambit
- 2021: The Underground Railroad
- 2022: The White Lotus
- 2023: Beef
- 2024: Baby Reindeer